# Bahía de Kolimá
La bahía de Kolimá (en ruso: Колымская Губа; Kolýmskaya Gubá) es uno de los principales golfos del mar de Siberia Oriental. 
La bahía recibe su nombre de las llanuras de Kolimá cuya zona costera baña. Esa llanura es una extensa zona de tierras bajas salpicada de lagos y pantanos cuyo litoral ocupa toda la mitad oriental de la bahía de Kolimá.
La isla Kolesovsky, arenosas y llanas, están situadas muy cerca de la costa en la parte central de la bahía.
El río Indigirka desemboca en la parte occidental de la bahía, formando un extenso delta. Casi fuera ya de los límites de la bahía, en el extremo noroccidental, tiene su desembocadura el río Sundrun.
El mar en este golfo está congelado durante más de nueve meses al año y cuando las aguas quedan libres, a menudo siguen obstruidas por témpanos de hielo. Durante el breve verano toda la zona de la bahía de Kolymá recobra la vida debido a la pesca comercial.
La bahía de Kolimá no debe confundirse con el más amplio golfo del Kolimá (Kolymskiy Zaliv). Éste se halla en el mismo mar de Siberia Oriental, 330 km al sureste, donde desemboca el río Kolimá. 
La bahía de Kolimá pertenece administrativamente a la república de Sajá (antiguamente denominada Yakutia) en la Federación Rusa. 